# Opoku Ware Ier
Vous lisez un « bon article » labellisé en 2024.
Ne doit pas être confondu avec Opoku Ware II.
Opoku Ware Ier, né vers 1700 à Kumasi où il meurt vers mai 1750, est le second Asantehene qui dirige l'Empire ashanti (dans l'actuel Ghana) de 1718 à 1750. Héritier du clan Oyoko, il succède à Osei Tutu Ier en 1718 durant une période de troubles civils. Il raffermit et confirme son accession au trône entre 1720 et 1721. Il poursuit la construction de l'Empire ashanti entamée par son prédécesseur et instaure une règle de succession dynastique par alternance entre sa maison et celle d'Osei Tutu.
Tout au long de son règne, Opoku Ware mène une série de campagnes qui étendent l'Empire ashanti à travers l'actuel Ghana et l'est de la Côte d'Ivoire. Sa politique intérieure se concentre sur le soutien au commerce et à la production de marchandises. Il réalise une série de réformes qui renforcent le pouvoir central. Il fonde les institutions de l'État ashanti et restructure le fonctionnement administratif des États constitutifs de l'Empire, ce qui réduit le pouvoir des chefs provinciaux. Cette réforme déclenche une conspiration contre lui, conspiration qu'il parvient à réprimer. Il meurt en 1750, sans réussir à achever sa réforme, et est remplacé par Kusi Obodum.

## Biographie

### Jeunesse
Opoku Ware naît vers 1700. Sa mère, Nyako Kusi Amoa, est la sœur ou nièce d'Osei Tutu Ier et la première Asantehemaa de l'Empire ashanti, tandis que son père, Adu Mensah, est le chef d'Amakum,. Il appartient à la division asafodee du clan Oyoko par sa mère et au ntoro des Bosommuru par son père,.
Il ne connaît pas son père qui meurt avant sa naissance, rapidement suivi par le second mari de sa mère. Le troisième époux de sa mère meurt, quant à lui, quelques mois après la naissance d'Opoku Ware. Cette succession de morts aurait fortement affecté l'enfant durant son éducation, au point qu'il instaure peu de temps après son intronisation un rituel d'offrande en leur mémoire, le Ntem Kase Miensa ou « grande offrande des trois ». Enfant, Opoku Ware est considéré comme fragile et peu assuré. Durant sa formation militaire, il aurait forgé un afena qu'il nomme Mpomponsu et qui occupe, dans l'imaginaire ashanti, une place comparable à celle d'Excalibur dans l'imaginaire occidental, selon le fonctionnaire colonial britannique Francis Charles Fuller. Il participe à ses premiers combats lors de la rébellion des États de Denkyira et d'Akuapem, en 1717.
Lorsque la question de la succession d'Osei Tutu se pose, une règle de succession complémentaire à celle prévue par le clan Oyoko est mise en place, celle de l'alternance dynastique. Opoku Ware crée deux nouvelles subdivisions au sein du matrilignage Oyoko et du ntoro Bosommuru qui correspondent d'une part à la lignée d'Osei Tutu, d'une autre à la lignée de Nyako Kusi Amoa. Ces nouveaux yafono koro (branches dynastiques) seront ensuite renommés comme la branche d'Osei Tutu et la branche d'Opoku Ware, fils de Nyako Kusi Amoa.

### Accession au pouvoir

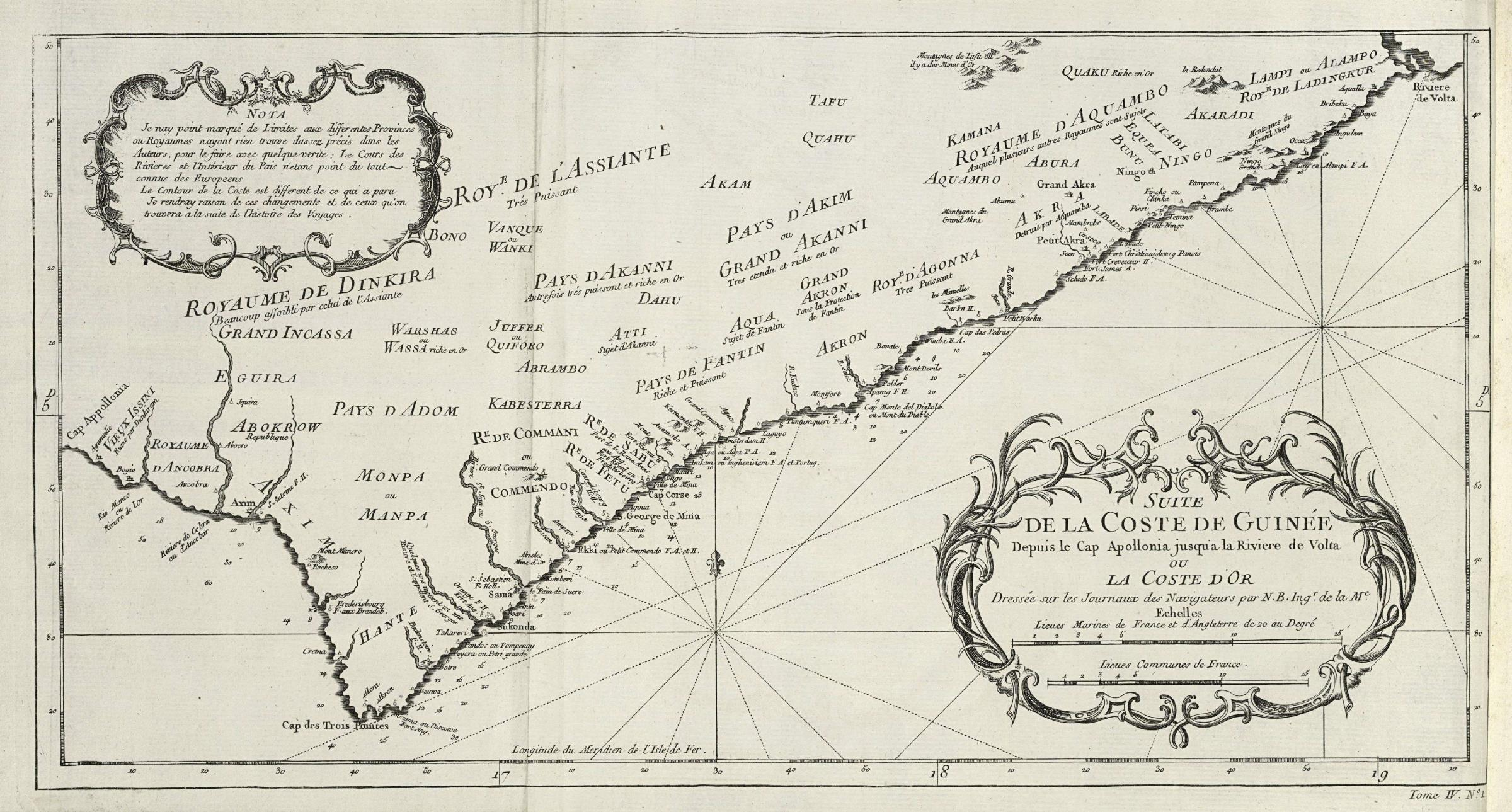
Carte de 1702 de la côte de Guinée, pointant les différents pays et royaumes durant le règne d'Osei Tutu.

Lorsque le roi Osei Tutu meurt, le territoire de l'Empire ashanti couvre pratiquement celui de l'actuelle région Ashanti, mais sa mort laisse le royaume dans un conflit de succession qui oppose ses deux neveux, Opoku Ware et Dakon par succession matrilinéaire, ainsi que quelques prétendants qui refusent la règle de l'alternance tels que Bafo Pim, le fils d'Osei Tutu. Cette situation pousse notamment Bafo Pim à l'exil, et  provoque une vague de migration. Les fidèles de Bafo Pim se réfugient au sein du royaume de Bono. La règle d'alternance prend effectivement racine dans l'alliance matrimoniale qui unit les États d'Amakum et de Kumasi. Adu Mensah, Amakumhene (chef d'Amakum), est le mari de l'Asantehemaa Nyaako Kusi Amoa. Leur union donne naissance à Opoku Ware. Cette alliance est fondatrice de la confédération Ashanti et serait à l'origine de l'alternance de succession entre la descendance d'Osei Tutu et de Nyaako Kusi Amoa. Bafo Pim, quant à lui, est issu de l'union entre Osei Tutu et Asenee, sœur d'Adu Mensah.
Les récits traditionnels évoquent un rituel consistant à planter une lance afin de désigner le successeur d'Osei Tutu. En effet, dans la tradition ashanti, la lance plantée possède une signification sans connotation martiale. Cette lance symbolise l'incarnation des ancêtres et la fécondité humaine. La tradition indique que seule la lance plantée par Opoku Ware aurait produit des bourgeons contenant plusieurs reptiles, certains sont inoffensifs, certains venimeux. Ces reptiles sont interprétés comme sa future descendance et confirme sa capacité à assurer la continuité de la dynastie royale.
Les sources varient pour la date du décès du prédécesseur d'Opoku Ware. Les premiers historiens tels que Carl Christian Reindorf établissent son décès en 1730 ou 1731. Cependant les historiens Ivor Wilks et Margaret Priestley parviennent à rectifier la datation pour se prononcer sur 1712 ou 1717. Deux historiens ghanéens, Kwame Yeboa Daaku et John Kofi Fynn, privilégient la date de 1717. Finalement, l'analyse de Albert Adu Boahen prenant compte des rapports coloniaux permet de conclure et confirme son décès en 1717, durant la campagne contre les Akyems. Dans la tradition orale, il est dit que la mort d'Osei Tutu au combat est gardée sous silence afin d'éviter de décourager l'armée en guerre tandis qu'Opoku Ware est nommé pour le représenter sur le plan militaire et punir les Akyems.
L'ascension d'Opoku Ware sur le trône de l'Asantehene se produit entre 1718 et 1722 durant les troubles civils qui suivent la mort du premier Asantehene. Selon Gérard Pescheux, il est intronisé en 1720. Le début de son règne fait face à des troubles internes à la suite des conditions particulières du décès d'Osei Tutu. Cette situation perdure jusqu'à la fin de l'année 1721, date à partir de laquelle il parvient à asseoir son pouvoir en tant qu'Asantehene au terme de plusieurs conflits internes victorieux. Dès son accession au pouvoir, il met également en place la Grande Offrande Ntamkesie Miensa, Kromantse, ne Memenda afin de rendre les honneurs à Osei Tutu dont le corps n'a pu être ramené à Kumasi.

## Règne

### Politique extérieure

#### Conflit avec l'État Akyem
Le décès d'Osei Tutu provoque des troubles dans l'Empire,  troubles  qui conduisent à la poursuite du conflit avec les Akyems. De plus, d'autres États conquis, notamment celui d'Aowin, en profitent pour regagner leur indépendance par des voies politiques et militaires. Dès l'accession au pouvoir, Opoku Ware doit gérer ces différents conflits qui s'étendent aux territoires récemment conquis de Denkyira et Akuapem qui profitent de l'affaiblissement du pouvoir central lié au conflit de succession pour se rebeller et refuser de payer le tribut.
La défaite ashanti de 1717, et les pertes akyems, font du royaume d'Akwamu un ennemi commun aux deux camps. En 1718, les Néerlandais rapportent que les Akyems et les Ashanti trouvent un accord et entre 1720 et 1721 : les Akyems se soumettent à l'empire,,. L'État tributaire d'Akyem profite de la paix avec l'Empire ashanti et attaque le royaume d'Akwamu vers la fin des années 1730. La victoire des Akyems marque un tournant majeur en Côte de l'Or et inquiète Opoku Ware. Face au risque que représente cette nouvelle puissance politique et militaire émergente, il décide de l'envahir en 1742. L'Empire ressort victorieux de cette guerre et devient la première puissance politique toute la Côte de l'Or. Plutôt que de créer des États tributaires, il fait des États Akyem d'Akyem Abuakwa et d'Akyem Kotoku (en) des États incorporés à l'Empire ashanti,. Dans ce processus, les Ashantis occupent Accra et les villes côtières à l'est.

#### Conquête de l'Afaho et de Wassa
Depuis 1717, l'Empire ashanti subit les réformes politiques des chefs wassas qui nuisent à ses activités commerciales. Les Wassas considèrent que leurs intérêts se trouvent dans une alliance avec les Aowins et les Nzemas, afin de garantir leur indépendance politique et contrôler le transit des armes européennes vers l'Empire ashanti. En 1718 une armée de 9 000 Aowins dirigée par le roi Ebrimoro attaque et saccage Kumasi et fait plus de 20 000 prisonniers. D'après Gérard Pescheux, le but de ce raid est de provoquer « l'extinction totale de la famille royale de Kumasi ». Il tue l'Asantehemaa Nyaako Kusi Amoa, la mère d'Opoku Ware, ainsi que la majorité des femmes du clan Oyoko pouvant donner naissance à des prétendants légitimes par matrillinéarité. Il garde captives les deux dernières femmes, Akua Afryie et Nkaatia Ntim Aboam,,. Le raid mené par Ebrimoro marque durablement le clan Oyoko qui adopte ensuite une politique différente sur les mariages dans l'objectif de garantir une descendance, encourageant les femmes à épouser plusieurs hommes durant leur vie.
Entre 1721 et 1722, les armées se rencontrent dans plusieurs batailles. Les Néerlandais rapportent que les Aowins subissent leur plus importante défaite, et la plupart des captifs sont vendus comme esclaves aux ports d'Elmina, Cape Coast et Anomabu,. Les familles royales fuient d'abord vers Awiane, cependant les troupes ashantis les poursuivent et le roi Ebrimoro fuit au-delà, jusqu'à la rivière Manza dans l'actuelle Côte d'Ivoire. Opoku Ware ne dirige pas personnellement ces batailles, à cause de l'instabilité interne de l'Empire ashanti. Il coordonne ses armées en exploitant les différents chefs de districts qui, à terme, prennent possession de la région de l'Ahafo. Après ces victoires, il revendique l'Ahafo et l'intègre comme district de l'Empire,. Après la défaite des Aowins et des Nzimas, il débute l'invasion des territoires wassas mais doit l'interrompre à cause des menaces venant de Techiman, dans le Royaume de Bono,.
Le conflit reprend en janvier 1726 et le roi de Wassa Ntsiful Ier, fuit vers les forts européens avec ses troupes. Il cherche d'abord asile au Fort Batenstein, mais les Néerlandais le lui refusent pour préserver les relations commerciales avec les Ashantis. Il trouve alors refuge à Dixcove, chez les Britanniques qui lui fournissent des armes et promettent l'aide des Fantis. Cette ingérence britannique déplait au chef ahanta, John Canoe, qui investit Dixcove avec le soutien d'un contingent ashanti. Ntsiful et ses 1500 hommes fuient de nouveau chez les Fanti qui, par jeu d'alliance, s'impliquent dans le conflit.

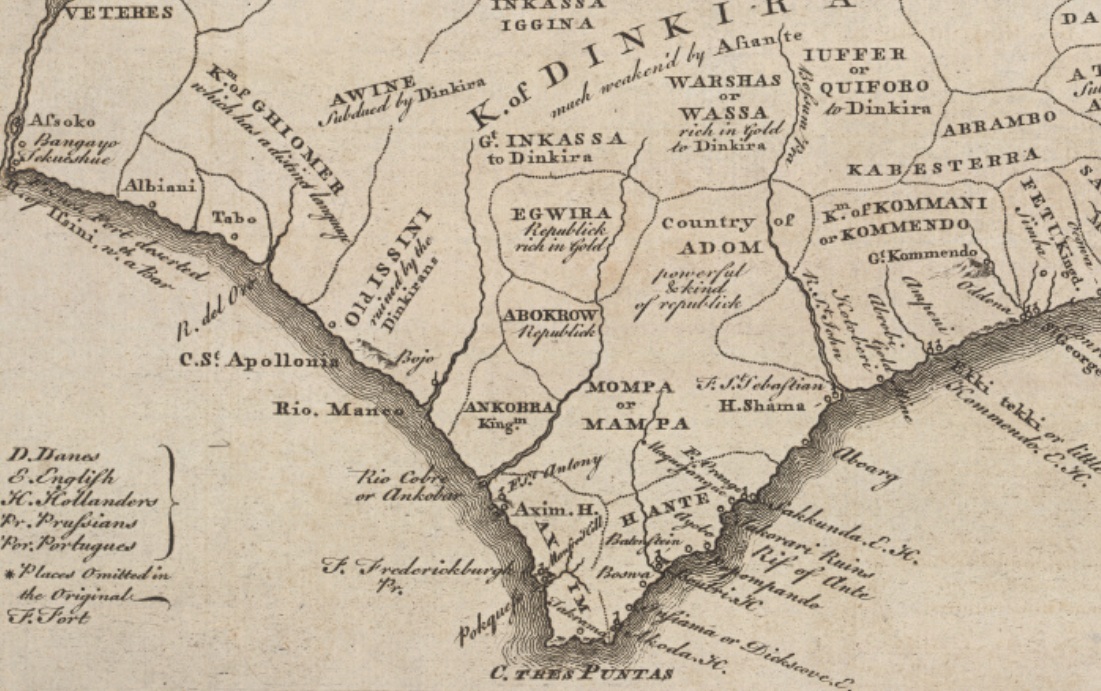
Carte de 1729 détaillant l'important morcellement des différents royaumes et chefferies du cap des Trois-Pointes ainsi que leurs actions militaires et interactions diplomatiques.

Le 4 mai 1726, Opoku Ware décide d'envoyer 50 000 hommes afin de renforcer l'opération militaire sous le commandement d'Anane, un frère d'Osei Tutu. Suspectant une tentative britannique d'armement des Fantis, le gouverneur néerlandais Pieter Valkenier apporte également son soutien à l'offensive d'Opoku Ware et décide d'ignorer l'interdiction de circulation des armes à feu au delà du territoire fanti, ce qui lui permet d'approvisionner l'armée ashanti. Face à eux, le roi de Wassa parvient à réunir une armée de 10 000 soldats Fantis à Asebu, à proximité de Moree.
Après plusieurs succès, l'armée ashanti se retire car les armées wassas et fantis obtiennent le soutien des Britanniques. Ces dernières assiègent le fort d'Elmina détenu par les Néerlandais, puis continuent leur incursion en 1729 jusque dans la région Twifo. Cette attaque menace les voies commerciales menant à Kumasi et Opoku Ware intervient avec 10 000 soldats et écrase les troupes wassas. Le roi Ntsiful Ier, sans armée, cède des territoires et déplace sa capitale vers la côte jusqu'au XIXe siècle. Opoku Ware étend également cette répression au sud de Denkyira afin d'y soumettre les rebelles. Il y remplace systématiquement les rois et chefs à la tête des États. Ce déplacement des populations renforce les différentes alliances entre les petits États côtiers, menant à la formation de la première confédération Fanti.

#### Subversion et conquête de Techiman
Durant le conflit de succession de 1717, l'un des fils d'Osei Tutu, Bafo Pim, rejoint Amo Yao, le roi du Techiman, sujet du royaume de Bono. Opoku Ware garde contact avec Bafo Pim et exige qu'il revienne, cependant ce dernier lui suggère de bénéficier de sa position pour provoquer des conflits internes qui fragilisent la stabilité de la chefferie, principale force dans le royaume de Bono,. Il devient le premier des conseillers d'Amo Yao et, selon la tradition orale, lui fait croire que les Ashantis ont pour tradition d'enterrer leurs armes pendant 40 jours avant une bataille militaire alors que ces armes à feu sont leur meilleur atout militaire. Trompé et sous-estimant l'armée ashanti, Amo Yao provoque Opoku Ware afin de précipiter le combat avant la fin de ces 40 jours,.
Les historiens offrent une autre version de cette tradition en pointant que le règne d'Amo Yao fait suite à des conflits internes au sein du royaume de Bono. Sous le règne d'Amo Yao, de nouveaux conflits de succession entrainent notamment l'exode de deux chefs importants : Abrakwamsi et Nsamankwa. Ces derniers rejoignent la côte. Le roi est perçu comme tyrannique et perd le soutien de ses sujets si bien que les historiens attribuent la symbolique derrière la légende des armes enterrées à ces derniers, peu enclins à se battre et souhaitant se libérer du Bonohene (roi de Bono).
En 1723-24, Opoku supervise l'invasion du royaume de Bono afin de l'intégrer à l'Empire et fait d'Amo Yao son prisonnier,. En récompense de ses actions et de son soutien, Opoku Ware donne à Bafo Pim un titre d'Omanhene (chef de district). La prise de contrôle des voies commerciales de Bono entraîne des changements essentiels dans le système économique qui poussent Opoku Ware, sur les conseils d'Amo Yao, a procéder à des réformes afin d'améliorer le contrôle administratif et économique de l'Empire. Ce succès militaire important encourage également plusieurs petits États à faire allégeance à Opoku Ware qui parvient à étendre les limites d'influence de l'Empire ashanti, par la voie diplomatique. En se soumettant, ils acceptent de payer un tribut annuel contre la protection de l'Asantehene.
Amo Yao parvient suffisamment à gagner les faveurs d'Opoku Ware pour lui faire adopter certaines coutumes, comme celles qui consistent à fendre les joues des condamnés à mort afin de les empêcher de s'exprimer. Opoku Ware déplace les activités commerciales et artisanales de Bono vers Kumasi, augmentant la production du textile et l'orfèvrerie.

#### Poursuite des conquêtes
Okopu Ware continue son expansion vers le nord en 1732 en envahissant le royaume de Gonja. Puis, en 1740, il envahit le royaume de Gyaman ainsi que l'état de Banda qui est allié à l'Empire kong. Le roi de Gyaman se réfugie dans l'Empire kong et envisage une contre-offensive, mais perd une bataille à quelques kilomètres de Kong. Le siège de la capitale a lieu et les troupes ashanties reculent lorsque l'armée de l'Empire kong intervient. Opoku Ware se fait transpercer par une lance durant la bataille et se retire dans les nouveaux territoires conquis de Gyaman et de Banda.
Il profite également d'un conflit de succession qui affaiblit le royaume de Dagomba depuis 1740 pour conquérir celui-ci entre 1744 et 1745,. Cependant, l'impact de cette dernière guerre reste contesté car il ne s'appuie pas sur suffisamment de données. Dans une réévaluation des informations concernant cette guerre, Karl J. Haas conclut qu'elle n'a probablement pas soumis le royaume de Dagomba dans son intégralité, mais seulement les environs de Yendi.

#### Relations avec les Européens

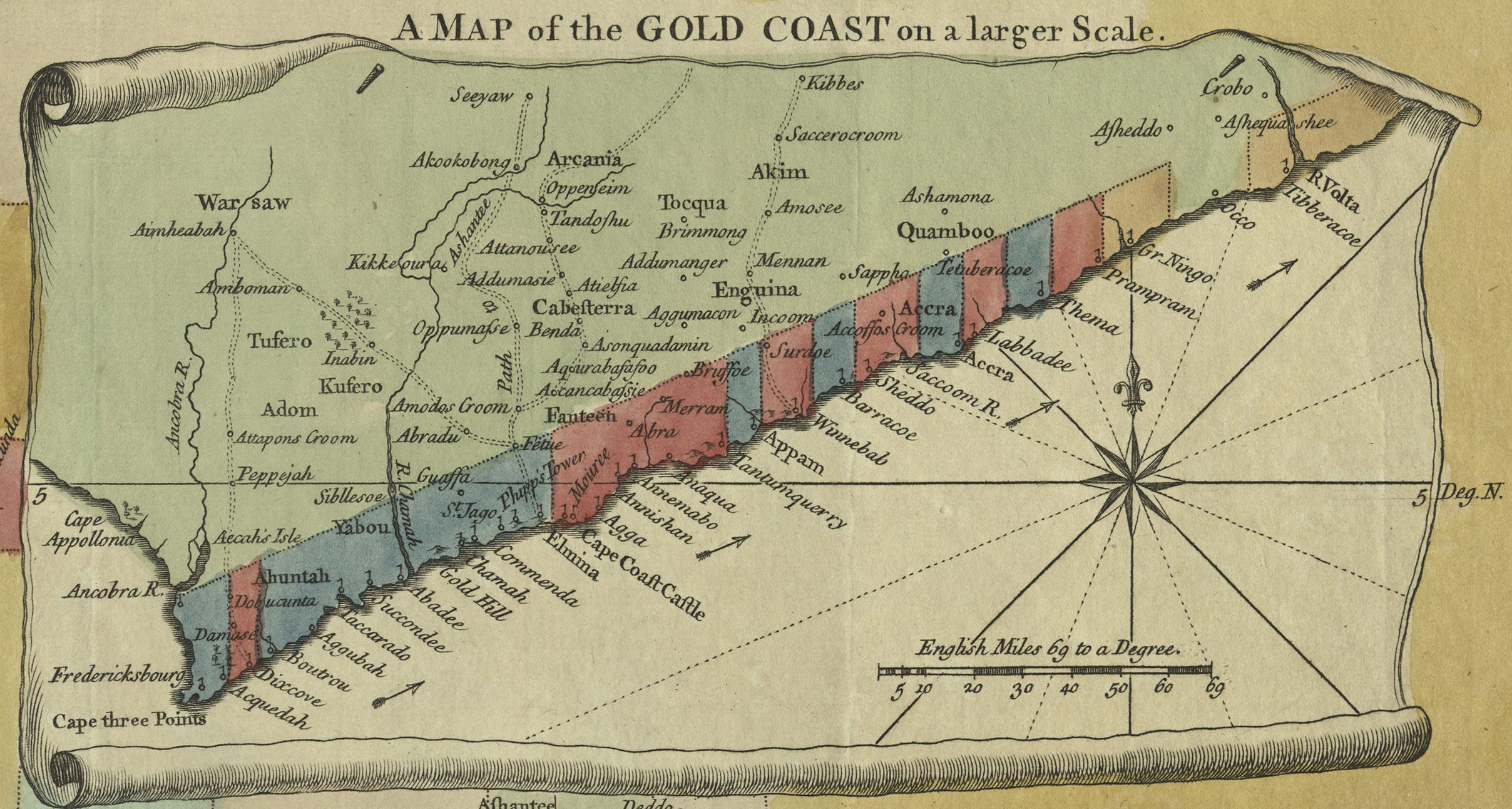
Implantations coloniales en 1750 sur une partie de la côte de l'Or.

Dès 1726, Opoku Ware interrompt tout commerce avec les Britanniques car ils ont offert l'asile aux réfugiés des États qu'il venait d'envahir et refusent de lui remettre certains membres éminents. L'extension de la souveraineté ashanti menée par les conquêtes d'Opoku Ware a une incidence sur les capacités économiques et commerciales de l'Empire. Les territoires septentrionaux permettent d'ouvrir de nouveaux marchés pour l'ivoire, les vêtements et les esclaves. Cela fait des Ashantis les principaux acteurs économiques avec lesquels les Européens doivent négocier.
Après la conquête des États d'Akyem en 1742, les Néerlandais et les Danois commencent à payer une allocation régulière portant le nom de kostgeld ou note , à l'Empire ashanti en tant que loyer pour occuper les forts côtiers,. Opoku réclame également cette redevance auprès des Européens qui occupent les forts William, Crèvecoeur et Christiansborg à Accra, considérant que ce tribut lui revient de droit puisqu'il est le nouveau propriétaire du territoire,.
Opoku Ware fait très forte impression auprès des Européens. Il est notamment décrit a posteriori en 1766 par le gouverneur du Fort de Cape Coast comme « le plus sage et vaillant monarque de son temps sur cette région du monde ».

### Politique intérieure

#### Instabilité intérieure
Le banditisme est important dans la région de la Côte de l'Or au XVIIIe siècle. Un bandit de grand chemin, Antufi, est notamment actif dans les districts du sud de l'Empire. Avec 2 000 partisans, il s'oppose à l'Asantehene pendant 20 ans malgré les offres effectuées par celui-ci pour qu'il cesse ses opérations.
De plus, l'expansion de l'Empire sous Osei Tutu ne permet pas son administration optimale et, après avoir soumis militairement les rebelles, Opoku Ware engage des réformes permettant d'améliorer la gestion administrative et la stabilité des districts attenants à Kumasi. En effet, l'expansion territoriale de l'Empire est telle que les chefs de districts deviennent la principale source d'instabilité de l'Empire. En cas de conquête, annexion ou soumission d'un État, la gestion de celui-ci est transférée à un chef de district, ce qui renforce continuellement les pouvoirs de ces chefs en défaveur du pouvoir central.
Sur le plan dynastique, Opoku Ware ordonne le bannissement d'un matrilignage de Kumasi. En effet, une de ses femmes qui appartient au matriclan de Bretuo ne Tana et correspond au matrilignage de Tana, commet une offense si grave qu'il ordonne l'abolition de ce lignage et, par conséquent, dénie tout droit de succession au trône aux membres de cette lignée. Le matriclan prend dès lors le nom exclusif de Bretuo, devenant l'un des matriclans les plus puissants aux côtés des Oyoko ne Dako auquel appartient Opoku Ware par le matrilignage Oyoko.

#### Réformes administratives et financières
Opoku réorganise le Gyase (organe chargé des tâches domestiques au palais). Sous le règne d'Osei Tutu Ier, le Gyase est impliqué dans l'administration de l'État. Opoku Ware instaure trois nouvelles sous-institutions du Gyase.
Il crée la fonction de Fotuosanfuohene (gardien des poids à peser l'or) afin d'aider le Sanaahene (trésorier du roi) à gérer les opérations du trésors. Le Fotuosanfuohene a la charge des dépenses militaires et des achats opérés par l'Empire. Il crée également la fonction de Nsumankwahene (médecin du roi) et place tous les sorciers et féticheurs sous ses ordres. Le Nsumankwahene dirige également le corps médical au combat.
Sur le plan financier, Opoku Ware instaure des droits de succession. Carl Christian Reindorf déclare qu'Opoku Ware adopte la politique des droits de succession ainsi qu'un système comptable sur les poids standard pour mesurer l'or sur conseil du roi de Techiman après la conquête ashanti en 1721.
Opoku Ware propose également des réformes qui réduisent le pouvoir des chefs dans les districts provinciaux. Ces chefs placés sous la tutelle des zones provinciales deviennent plus puissants après l'expansionnisme ashanti au milieu du XVIIIe siècle. En 1819, Bowdich décrit les districts provinciaux de l'Empire ashanti en notant que « chaque État sujet est placé sous la garde immédiate d'un chef Ashantee, résidant généralement dans la capitale, qui le visitait rarement, sauf pour percevoir le tribut du dirigeant natif »,. La réforme d'Opoku Ware vise à réduire le pouvoir des chefs de districts et provoque des troubles politiques dans les années 1740,,.
Vers 1748, le Nsafohene (chef de Nsafo) se rebelle face à ces réformes et pousse Opoku Ware à se réfugier à Juaben,. Dans les années 1820, Joseph Dupuis écrit sur le bouleversement politique de la dernière partie du règne d'Opoku Ware.

« À ce stade de la politique, Sai Apoko [Opoku Ware], dans la dernière partie de son règne, promulgua de nouveaux codes de lois, adaptés au gouvernement des différents départements de l'État ; mais certains d'entre eux étant considérés comme hostiles aux intérêts des chefs, et comme ils le représentaient encore, au bien-être public, une dangereuse conspiration fut soulevée contre le trône, au cœur même du royaume. La capitale, d'ailleurs, prit part à ces opérations, et le roi fut obligé de fuir son palais pendant la nuit, et de se réfugier à Juaben, où il convoqua une sorte de diète ; mais quelques-uns de ses ennemis étaient déjà en armes, et il fut contraint à la même alternative… »

À Juaben, Opoku Ware peut mobiliser le soutien des chefs alliés et vaincre les rebelles ainsi que réoccuper Kumasi. Les rebelles sont graciés après leur défaite, à condition d'adopter la réforme visant à restreindre le pouvoir des chefs provinciaux,.

#### Infrastructure
Ludwig Ferdinand Rømer rapporte qu'Opoku Ware fait appel aux services de quatre Hollandais pendant son règne pour construire une distillerie à Kumasi. Selon les historiens John Donnelly Fage et Joseph Latorre, cette tentative échoue,. Un agent danois nommé Nog, visite la cour d'Opoku Ware vers le milieu du XVIIIe siècle et note le soutien de l'Asantehene à l'artisanat,. Opoku Ware introduit les textiles de laine et de soie importés et les intègre aux cotons locaux. Nog observe une fabrique de draps mise en place par le roi, :

« Certains de ses sujets savaient filer le coton et tissaient des bandes de trois doigts de large. Lorsque douze longues bandes étaient cousues ensemble, elles devenaient un "Pantjes" ou une ceinture. L'une des bandes pouvait être blanche, l'autre bleue ou parfois rouge… [L'Asantehene] Opoke [Ware] achetait de la soie taffetas et des tissus de toutes les couleurs. Les artistes les défaisaient. »

## Mort et postérité

### Crise de succession

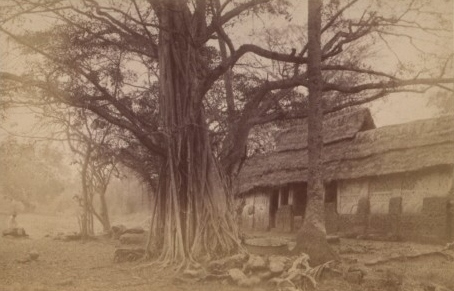
Cimetière royal ashanti de Bantama.

Opoku Ware meurt vers le mois de mai 1750 sans avoir pu mettre en œuvre toutes ses réformes. Sa disparition plonge l'Empire dans une crise politique mêlée à une crise de succession alors que celui-ci est à son extension la plus importante. Suivant le principe d'alternance, un candidat de la maison d'Osei Tutu est censé succéder à Opoku Ware, mais le petit-fils d'Osei Tutu, Osei Kwadwo, n'a que 15 ans et sa succession est contestée par deux prétendants : Kusi Obodom, fils de la deuxième Asantehemaa Nkaatia Ntim Abamo, et Dako Panin, petit-fils d'Obiri Yeboa et cousin d'Opoku Ware n'appartenant pas aux deux branches de la rotation dynastique.
Les partisans du Nsafohene qui venaient d'être graciés en profitent pour reprendre leurs fonctions au sein du conseil des faiseurs de rois et s'opposent à la candidature de Dako afin d'y placer un prétendant qui défende leurs intérêts. Pourtant, c'est bien Dako qu'Opoku Ware nomme initialement afin de perpétuer ses réformes. Les faiseurs de rois passent outre aux volontés du défunt Asantehene et choisissent Kusi Obodom. Le nouveau monarque décide de revenir sur les réformes engagées par Opoku Ware afin de calmer les tensions et se réfère uniquement à la constitution établie par Osei Tutu. Face à cette défaite, Dako procède à un suicide rituel.

### Avenir de l'Empire
À la mort d'Opoku Ware, le territoire de l'Empire ashanti dépasse les limites de l'actuel Ghana, sans la région de la Volta et inclut une partie de l'Est de la Côte d'Ivoire. Les successeurs d'Opoku Ware renforcent la domination par diverses restructurations administratives.
Les conquêtes menées par Opoku Ware, surtout au Nord, permettent d'étendre l'influence commerciale de l'Empire sur des produits tels que l'ivoire, les tissus dont le kente et le commerce des esclaves. Cela provoque également une plus importante influence des musulmans qui rejoignent fréquemment les hautes fonctions de l'Empire. Les prières musulmanes sont également intégrées aux pratiques culturelles ashantis lors du festival Odwira ou de l'Adae. Des talismans islamiques intègrent les décorations et protections mystiques des possessions royales.
Hagan[Qui ?] soutient que la tentative d'Opoku Ware de réduire l'influence de l'aristocratie sert d'inspiration pour les réformes bureaucratiques d'Osei Kwadwo. De la structure administrative qu'il met en place persistent surtout les 30 nouveaux sièges qu'il a créés et qui doublent pratiquement leur nombre de 31 à la fin du règne d'Osei Tutu. Chacun de ces sièges représente une fonction de gestion d'État. C'est sur ce point que s'appuient les critiques selon lesquelles Opoku Ware s'est trop écarté de la constitution ashanti basée sur l'égalité de fonction et d'obligation.

### Objets et commémorations
Opoku Ware tue de nombreux opposants durant ses campagnes militaires et préserve leur crâne comme trophée : Abirimoro (chef rebelle), Ofusu Apenten (roi Akyem), Ameyaw Kwaakye (roi Takyiman / Bono), Abo Kofi (roi de Gyaman), Ba Kwante (roi d'Okyen).
Opoku Ware fait également évoluer l'apparence du trône royal Ashanti aussi appelé siège d'or (en akan : sika dwa kofi) en lui ajoutant quatre cloches en or ayant chacune une forme différente. Une cloche conventionnelle dite donkesee ou adomire, trois cloches sous forme d'effigies représentant : Ntim Gyakari (roi vaincu de Denkyira), Ofosu Apenten (roi vaincu d'Akyem) et Abo Kofi ou Kwabena (roi vaincu de Gyaman). Il rajoute également des repose-pieds en or. Peu de temps avant son décès, il fait reconnaître les différentes améliorations du trône aux chefs de l'Empire qui établissent que, tout comme Osei Tutu, Opoku Ware mérite que son siège noir (siège créé pour commémorer un Asantehene défunt) soit le siège d'or de tous les Asantehene, lui donnant dès lors le nom d'Osei ne Opoku Sika Dwa (Siège d'or d'Osei et Opoku). Ce faisant, il officialise le partage du sika dwa kofi dans la constitution de l'Empire, confirmant que l'accession au trône doit revenir aux descendants de Manu, l'ancêtre maternel commun d'Osei Tutu et Opoku Ware. Cet élément confirme la mise en œuvre de l'alternance dynastique.
Toutefois, son successeur, Kusi Obodum, ne respecte pas cette décision et fera créer un siège noir pour Opoku Ware. Les sièges noirs sont traditionnellement placés dans le Palais des sièges, afin que les esprits des Asantehene puissent observer leur royaume. Cependant, du fait qu'Opoku Ware est devenu aveugle à la fin de son règne, son siège est placé dans une autre résidence spirituelle, Akyeremade. En effet, la cécité est perçue, chez les Ashantis, comme une déchéance de capacité à régner.
Son nom est donné à diverses institutions, dont le lycée Opoku Ware, à Santasi. Jacob Matthew Poku, avocat de formation, né le 30 novembre 1919 et mort le 26 février 1999, prend le nom de Opoku Ware II lors de son accession au trône de l'Asantehene en 1970 et rend ainsi hommage à son prédécesseur.